# Топонимия Италии
Топонимия Италии — совокупность географических названий, включающая наименования природных и культурных объектов на территории Италии. Структура и состав топонимии страны обусловлены её географическим положением, богатой историей и лингвистической ситуацией в стране.

## Название страны
Происхождение названия страны некоторые топонимисты связывают с мифом о царе энотров по имени Итал. Согласно Фукидиду, он был одним из царей сикулов. Наряду с этим, В. А. Никонов высказывал точку зрения, согласно которой название возникло в V веке до н. э. в форме Виталия и относилось первоначально только к Калабрии — южной оконечности Апеннинского полуострова, где обитало пришедшее с севера племя виталов. По мере греческой колонизации это название стало применяться к южной части полуострова, в отличие от северной части, именовавшейся Тирренией («тиррены» — этруски), а во II—I веках распространилось на весь полуостров и некоторое время противопоставлялось владениям Рима. С установлением римского господства название «Италия» становится понятием, синонимичным Апеннинскому полуострову в целом.
После нескольких столетий раздробленности, в эпоху Рисорджименто завершилось формирование единого государства под названием «Италия». В 1861 году было провозглашено Королевство Италия (итал. Regno d'Italia), которое просуществовало до 1946 года. В ходе конституционного референдума 1946 года большинство населения проголосовало за переход к республиканской форме государственного устройства. Современное название страны — Италия (итал. Italia), или Итальянская Республика (итал. Repubblica Italiana) — закреплено в Конституции 1947 года.

## Формирование и состав топонимии
По оценке В. А. Жучкевича, топонимия Италии достаточно разнообразна как в силу древности большинства топонимов, так и наличия нескольких топонимических пластов, восходящих к различным языкам. Некоторые топонимы, возникших как характеристики различных аспектов природы страны, впоследствии стали нарицательными, например, вулкан — от вулканического острова Вулкано, пьедмонт — от староитальянского «Пьедмонта», лагуна — названия приморских озёр.
На севере страны, главным образом в район Альп, встречаются ретороманские и латинизированные германские топонимы. К последним относятся, например, перевал Бреннер, горный массив Ортнер, в Тирольских Альпах к ним добавляются ретороманские топонимы. Некоторые топонимы германского происхождения встречаются и в центральной части страны, например, Специя — от немецкого Шпитце. На границе с немецкоязычными кантонами Швейцарии нередки двойные названия — итальянское и немецкое, например: Лютаго — Люттах, Венитен — Штерцинг, Бруницо — Бруннен и т. д..
Для юга страны, включая остров Сицилия, характерно наличие арабского и древнегреческого топонимических пластов. Так, на Сицилии, по данным В. А. Жучкевича, выявлено 328 арабских топонимов, в том числе на западе острова — 209, на востоке — 100 и на северо-востоке − 19. Большое количество топонимов древнегреческого происхождения, адаптированных к итальянскому языку, встречается в Калабрии, к югу от линии Никастро — Катандзаро.
Что касается территории страны в целом, для неё не представляется возможным выделить единые «общенациональные» топонимические пласты, наблюдается значительная дифференциация последних по регионам. Так, в регионе Тоскана выделяются следующие пласты:
- долатинские названия умбро-этрусского происхождения, включая древнейшие гидронимы и ойконимы;
- топонимы латинского происхождения (главным образом ойконимы), сформировавшиеся в период римского владычества над Этрурией;
- топонимы германского происхождения, сформировавшиеся в V—VII веках, в эпоху готско-лангобардского владычества;
- неолатинские (итальянские) топонимы[5].

Для оронимии Италии характерно широкое распространение топонимов итальянского происхождения — от Сицилии до предгорий Альп, за исключением ряда оронимов ретороманского происхождения в Предальпах. Примерами итальянских оронимов являются Гран-Парадизо, Монте-Визо, Монте-Роза, Гран-Сассо, Червиальто, Монте-Амьята и другие.
В гидронимии Италии также наличествует широкий пласт италоязычных топонимов — например, Тальямента, Ливенда, Адидже, Тичино, Силларо, Лимоне, Чезано, Эзина и другие.
Среди ойконимов Италии немало названий, возникших в древнеримскую и доримскую эпохи, среди которых — Рим, Неаполь, Бриндизи, Мессина, Реджо-ди-Калабрия, Сиракузы, Катанья, Палермо, Остия, Анкона, Равенна, Болонья, Пиза, Генуя, Болонья, Верона, Адрия, Парма, Флоренция и другие. Для многих ойконимов (численность их оценивается примерно в 3 тысячи) характерен элемент -ано патронимического происхождения; до 90 % этих ойконимов ведут своё происхождение от имён древнеримской знати.

### на русском языке
- Инструкция по русской передаче географических названий Италии / Сост. И. П. Литвин; Ред. А. 3. Скрипниченко. — М., 1977. — 56 с.
- Жучкевич В.А. Общая топонимика. Издание 2-е, исправленное и  дополненное. — Минск: Вышэйная школа, 1968. — С. 432.
- Никонов В.А. Краткий топонимический  словарь. — М.: Мысль, 1966. — 509 с. — 32 000 экз.
- Поспелов Е. М. Географические названия мира. Топонимический словарь / отв. ред. Р. А. Агеева. — 2-е изд., стереотип. — М.: Русские словари, Астрель, АСТ, 2002. — 512 с. — 3000 экз. — ISBN 5-17-001389-2.
- Словарь географических названий зарубежных стран / А. М. Комков. — М.: Недра, 1986. — 459 с.
- Мифы народов мира. Энциклопедия в 2-х томах. — М.: Советская  энциклопедия, 1980.

### на других языках
- 7 Congresso Internationale di Scienze Onomastiche. Atti e memorie.I. (Toponomastika). — Firenze, 1962.
- Rohlfs, Gerhard. Studien zur romanischen Namenkunde. — München, 1956.